# Nicolas-Joseph Cugnot
Nicolas-Joseph Cugnot (n. 26 februarie 1725, Void-Vacon, Lorraine⁠(d), Franța – d. 2 octombrie 1804, Paris, Prima Republică Franceză) a fost un inventator francez care a construit primul vehicul terestru autopropulsat, fardier à vapeur, efectiv primul automobil din lume.

## Biografie
S-a născut în Void-Vacon, Lorraine, (acum departamentul Meuse), Franța. A lucrat ca inginer militar în Austria până la 38 de ani. În 1765 a început să experimenteze modele de lucru ale vehiculelor cu motor cu abur pentru armata franceză, destinate transportului tunurilor.

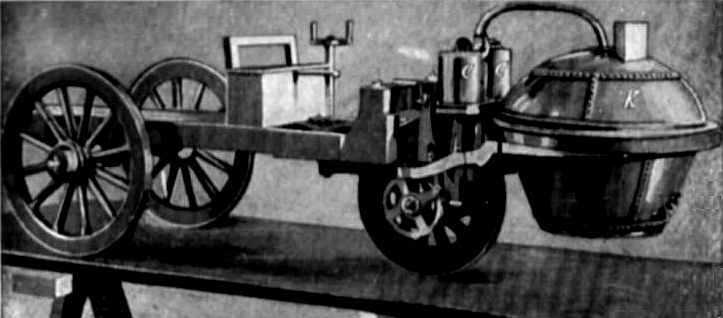
Modelul din 1769

În 1769 a fabricat și folosit primul vehicul terestru autopropulsat, fardier à vapeur o platformă greoaie, din bârne de lemn cu trei roți având fiecare câte un cerc din fier. Motorul se afla în față, format dintr-un cazan aflat deasupra unui foc și cu doi cilindri verticali în care aburul intra alternativ, bazat pe motorul cu aburi al lui Thomas Newcomen.  Cele două tije ale pistonului acționau roata din față cu ajutorul unei roți dințate și al piedicilor acestei roți. Vehicul s-a deplasat cu 3,5-4 km oră dar din cauza unei erori de proiectare a cazanului, aburul se epuiza în 15 minute și vehiculul se oprea pentru ca aburul să se refacă. La demonstrație au participat inventatorul Jean-Baptiste Vaquette de Gribeauval, marchizul César Gabriel de Choiseul-Praslin și numeroși alți tehnicieni. 
În iulie 1770 a realizat o versiune îmbunătățită a vehiculului fardier à vapeur iar în noiembrie a fost făcută o nouă demonstrație - vehicul a transportat într-o oră 1000 kg pe o distanță de „cinci sferturi de leghe” (7,8 km).